# Internazionali d'Italia 1989
Gli Internazionali d'Italia 1989 sono stati un torneo di tennis giocato sulla terra rossa. È stata la 46ª edizione degli Internazionali d'Italia, che fa parte del Nabisco Grand Prix 1989 e del WTA Tour 1989. Sia che il torneo maschile che quello femminile si sono giocati al Foro Italico di Roma in Italia.

## Campioni

### Singolare maschile
Alberto Mancini ha battuto in finale  Andre Agassi con il punteggio di 6–3, 4–6, 2–6, 7–6, 6–1

### Singolare femminile
Gabriela Sabatini ha battuto in finale  Arantxa Sánchez Vicario con il punteggio di 6–2, 5–7, 6–4

### Doppio maschile
Jim Courier /  Pete Sampras hanno battuto in finale  Danilo Marcelino /  Mauro Menezes con il punteggio di 6–4, 6–3

### Doppio femminile
Elizabeth Smylie /  Janine Tremelling hanno battuto in finale  Manon Bollegraf /  Mercedes Paz con il punteggio di 6–4, 6–3